# Де-Кастринське сільське поселення
Де-Ка́стринське сільське поселення (рос. Де-Кастринское сельское поселение) — сільське поселення у складі Ульчського району Хабаровського краю Росії.
Адміністративний центр — селище Де-Кастрі.

## Населення
Населення сільського поселення становить 2708 осіб (2019; 3292 у 2010, 3951 у 2002).

## Склад
До складу сільського поселення входять:
| Населений пункт   | Населення, осіб (2002) | Населення, осіб (2010) |
| ----------------- | ---------------------- | ---------------------- |
| Де-Кастрі, селище | 3724                   | 3238                   |
| Кізі, село        | 151                    | 16                     |
| Чильба, село      | 76                     | 38                     |